# Good Side, Bad Side
Good Side, Bad Side è l'undicesimo album del rapper statunitense Master P, pubblicato nel 2004.
Lil Jon, C-Murder e Curren$y sono tra gli ospiti dell'album.
| Recensione | Giudizio |
| ---------- | -------- |
| AllMusic   | [ 1 ]    |
| RapReviews | [ 2 ]    |

## Tracce
Good Side
1. Act a Fool (featuring Lil Jon) – 3:50
2. Com. 1 (featuring C-Murder) – 0:16
3. We All We Got – 1:20
4. Who Want Some – 3:20
5. Let Em Go (featuring Curren$y) – 3:45
6. Who Them Boyz (featuring C-Murder, Lil Jon and Liberty) – 3:50
7. Why They Wanna Wish Death (featuring Afficial) – 4:48
8. You Don't Know Me (featuring Vellqwan and Lil Romeo) – 4:05
9. Anything Goes – 1:53
10. Com. 2 – 0:57
11. It's a Drought (featuring Afficial) – 3:11
12. Them Jeans – 3:44

Bad Side
1. Ghetto Honey (featuring Theresa Esclovon) – 3:39
2. That Aint Nothing (featuring Silkk the Shocker, Lil Romeo and Curren$y) – 4:30
3. Ghetto Model (featuring Theresa Esclovon) – 2:36
4. Com. 3 (featuring Curren$y) – 1:51
5. Tell' Em – 4:22
6. Ride 4 You (featuring Afficial) – 3:55
7. We Like Them Girlz (featuring Silkk the Shocker and Curren$y) – 2:09
8. 20 on Cars 26 on Trucks (featuring Curren$y, Lil Romeo & Liberty) – 4:32
9. Thug and Get Paper (featuring Silkk the Shocker) – 3:13
10. Com 4 (featuring Djuan Baham) – 1:52
11. Represent (featuring Silkk the Shocker) – 5:09
12. If (featuring Curren$y & Abby Souya) – 2:57

## Classifiche

### Classifiche settimanali
| Classifica (2004)         | Posizione massima |
| ------------------------- | ----------------- |
| Stati Uniti               | 11                |
| US Independent Albums     | 1                 |
| US Top R&B/Hip-Hop Albums | 3                 |

### Classifiche di fine anno
| Classifica (2004)         | Posizione massima |
| ------------------------- | ----------------- |
| US Top R&B/Hip-Hop Albums | 84                |